# Cantó de Mansle
El cantó de Mansle és un cantó francès del departament del Charente, situat al districte de Confolent. Té 26 municipis i el cap és Mansle.

## Municipis
- Aunac
- Bayers
- Cela Froïn
- Cellettes
- Chenommet
- Chenon
- Fontclaireau
- Fontenille
- Juillé
- Lichères
- Lonnes
- Luxé
- Mansle
- Mouton
- Moutonneau
- Puyréaux
- Sent Amanç
- Sent Angeu
- Saint-Ciers-sur-Bonnieure
- Senta Colomba
- Sent Front
- Saint-Groux
- La Tascha
- Valença
- Ventosa
- Villognon

## Història
| Data d'elecció                           | Identitat       | Partit                                  | Qualitat |
| ---------------------------------------- | --------------- | --------------------------------------- | -------- |
| 1945-1955                                | James Ferrant   | RGR                                     |          |
| 1955-1976                                | M. Martin       | radical                                 |          |
| 1976-19..                                | M. Mourier      | UDF-PR                                  |          |
| 19..-2008                                | Michel Harmand  | Divers droite, després UDF, després UMP |          |
| 2008-                                    | Nicole Bonnefoy | PS                                      |          |
| les dades anteriors no són pas conegudes |                 |                                         |          |
|                                          |                 |                                         |          |